# Trumph
Trumph AB är ett musikförlag i Trelleborg, som ger ut noter för orgel. 2019 ägs företaget av Mats Ingvar Frendahl.

## Utgåvor
Här nedan följer en lista av utgivna orgelnoter.
| Nummer       | Namn                                                                                                 |
| ------------ | --- |
| TRP-T-001001 | Julrapsodi (Op. 6)                                                                                   |
| TRP-T-001002 | Triumfmarsch (Op. 17)                                                                                |
| TRP-T-001003 | Fyra koralförspel (Op. 3)                                                                            |
| TRP-T-001005 | Tre legender (Op. 18)                                                                                |
| TRP-T-001008 | Svit för orgel (Op. 2)                                                                               |
| TRP-T-001009 | Fem korta psalmintroduktioner (Op. 9)                                                                |
| TRP-T-002001 | Bist du bei mir (BWV 508, från ”Klavierbüchlein für Anna Magdalena Bach”)                            |
| TRP-T-002002 | Tre meditativa stycken, vol. 1                                                                       |
| TRP-T-002003 | Morceau de Concours                                                                                  |
| TRP-T-002004 | Menuett (from “L’Arlésienne Suite No. 2”)                                                            |
| TRP-T-002018 | Anitras dans (från ”Peer Gynt”, Op. 23)                                                              |
| TRP-T-002019 | Tre meditativa stycken, vol. 2                                                                       |
| TRP-T-002021 | Allegro (third movement from “Sonata No. 7” in “Eight Sonatas or Lessons for the Harpsichord”)       |
| TRP-T-002022 | Allegro (från ”Violinsonat nr. 4 i g-moll”, Op. 1/6, HWV 364a)                                       |
| TRP-T-002023 | Italiensk konsert, första satsen                                                                     |
| TRP-T-002027 | Rigaudon (No. 5 from “Suite: From Holberg’s Time”, Op. 40)                                           |
| TRP-T-002029 | Vals (Nr. 15 från ”Sexton valser”, Op. 39, A flat major)                                             |
| TRP-T-002030 | Vals (Nr. 2 från ”Valser”, Op. 69, B minor)                                                          |
| TRP-T-002032 | Scherzo-vals (No. 10 from “Dix Pièces Pittoresques”)                                                 |
| TRP-T-002033 | Gospel Hymns, vol. 2                                                                                 |
| TRP-T-002034 | Summertime (från operan ”Porgy och Bess”)                                                            |
| TRP-T-002038 | Julmusik, vol. 1                                                                                     |
| TRP-T-003001 | Badinerie (Nr. 8 från ”Orkestersvit nr. 2 i h-moll”, BWV 1067)                                       |
| TRP-T-004002 | Pie Jesu (från ”Requiem”, Op. 48)                                                                    |
| TRP-T-004003 | Ave Maria (Based on “Prelude” from “Prelude and Fugue in C major”, BWV 846 by Johann Sebastian Bach) |
| TRP-T-004004 | Panis Angelicus                                                                                      |
| TRP-T-004006 | Chorale Trio on “Jesus för världen givit sitt liv”                                                   |
| TRP-T-004007 | På de saligas ängder (från operan ”Orfeo ed Euridice”, Wq 30)                                        |
| TRP-T-004014 | Hallelujakören (från oratoriet ”Messias”, HWV 56)                                                    |
| TRP-T-005001 | Koralförspel, vol. 1                                                                                 |
| TRP-T-005002 | Koralförspel, vol. 2                                                                                 |
| TRP-T-005003 | Koralförspel, vol. 3                                                                                 |
| TRP-T-005004 | Koralförspel, vol. 4                                                                                 |
| TRP-T-005005 | Lys, helga stjärna, mild och ren                                                                     |
| TRP-T-006001 | Nocturne (från ”Shylock”, Op. 57)                                                                    |
| TRP-T-006002 | Overtyr (från operan ”Furst Igor”)                                                                   |
| TRP-T-008001 | Mars, krigsbringaren (Nr. 1 från ”Planeterna”, Op. 32, H 125)                                        |
| TRP-T-008002 | Venus, fredsbringerskan (Nr. 2 från ”Planeterna”, Op. 32, H 125)                                     |
| TRP-T-009002 | Koralvariationer, vol. 1                                                                             |
| TRP-T-009003 | Koralbearbetningar, vol. 1: Advent- och julkoraler                                                   |
| TRP-T-009004 | Två koralvariationer över ”Vad ljus över griften” (Sv. ps. 146)                                      |
| TRP-T-009005 | Chorale Variations on “Din klara sol går åter opp” (Sv. ps. 176)                                     |
| TRP-T-019002 | Morgonstämning (från ”Peer Gynt”, Op. 23)                                                            |
| TRP-T-023002 | Six Encores for Organ                                                                                |
| TRP-T-024506 | Partita över ”Pris vare Gud, som låter” (Sv. ps. 177)                                                |
| TRP-T-024001 | Preludier och postludier, vol. 1: Fasta och Påsk                                                     |
| TRP-T-024002 | Preludier och postludier, vol. 2: Pingst                                                             |
| TRP-T-024003 | Preludier och postludier, vol. 3: Lovsång                                                            |
| TRP-T-024004 | Preludier och postludier, vol. 4: Advent                                                             |
| TRP-T-024004 | Preludier och postludier, vol. 4: Advent                                                             |
| TRP-T-024005 | Preludier och postludier, vol. 5: Jul                                                                |
| TRP-T-024006 | Preludier och postludier, vol. 6: Jul                                                                |
| TRP-T-024007 | Preludier och postludier, vol. 7: Jul                                                                |
| TRP-T-029001 | Julrapsodi (Op. 39)                                                                                  |
| TRP-T-029002 | I himmelen, i himmelen (Op. 7)                                                                       |
| TRP-T-029003 | Koralvariationer över ”I denna ljuva sommartid” (Op. 5a)                                             |
| TRP-T-029004 | Koralvariationer över ”Den blomstertid nu kommer” (Op. 6b)                                           |
| TRP-T-029005 | Festal Voluntary (Op. 17)                                                                            |
| TRP-T-029007 | Gavotte (Op. 33/1)                                                                                   |
| TRP-T-029008 | Pastoral (Op. 33/2)                                                                                  |
| TRP-T-029009 | Adagio (Op. 33/3)                                                                                    |
| TRP-T-029010 | Allegro (Op. 33/4)                                                                                   |
| TRP-T-029021 | Festmarsch (Op. 34/1)                                                                                |
| TRP-T-032001 | Nu tacka Gud, allt folk (från Kantat nr. 79, ”Gott, der Herr, ist Sonn’ und Schild”)                 |
| TRP-T-047001 | Jesus, styr du mine tanker                                                                           |
| TRP-T-051001 | Tillägnan                                                                                            |
| TRP-T-051002 | Chorale Fantasy on “Den ljusa dag” (Sv. ps. 501)                                                     |
| TRP-T-054001 | Jubilate                                                                                             |
| TRP-T-056001 | Postludier för fastan                                                                                |
| TRP-T-056002 | I Have a Future                                                                                      |
| TRP-T-056003 | Bröllopsmarsch från Kristinehamn                                                                     |
| TRP-T-056004 | I Sing with Joy and Gladness (Marsch, blues, fuga och koral över ”Joyful Pilgrim”)                   |
| TRP-T-059001 | Allegretto Grazioso (från ”Symfoni nr. 8 i G-dur”, Op. 88, B 163)                                    |
| TRP-T-059002 | Toccata                                                                                              |
| TRP-T-064001 | Toccata och fuga (Op. 16)                                                                            |
| TRP-T-065001 | 21 koralförspel                                                                                      |
| TRP-T-068002 | 25 koralförspel                                                                                      |
| TRP-T-700001 | Euterpe, vol. 1                                                                                      |
| TRP-T-700021 | Orgeltoner från Värmland                                                                             |
| TRP-T-071001 | Eight Easy Voluntaries for the Organ                                                                 |
| TRP-T-072001 | Fyra romantiska orgeltranskriptioner                                                                 |
| TRP-T-072002 | Fyra klassiska orgeltranskriptioner                                                                  |
| TRP-T-072003 | Tre Debussy-transkriptioner                                                                          |
| TRP-T-072006 | Variations Symphoniques                                                                              |
| TRP-T-072004 | Tre nocturner                                                                                        |
| TRP-T-074007 | Clair de Lune (No. 3 from “Suite Bergamasque”, L 75)                                                 |
| TRP-T-074008 | Solemn Melody (Prelude to “Ode on Time”, Op. 27)                                                     |
| TRP-T-074013 | Organ Encores, vol. 1                                                                                |
| TRP-T-800001 | Festmusik, vol. 1                                                                                    |
| TRP-T-800002 | Festmusik, vol. 2                                                                                    |
| TRP-T-800003 | Festmusik, vol. 3                                                                                    |
| TRP-T-800201 | Vox Angelica, vol. 1                                                                                 |
| TRP-T-800202 | Vox Angelica, vol. 2                                                                                 |
| TRP-T-800203 | Vox Angelica, vol. 3                                                                                 |